# Археліта
Археліта (ісп. Argelita) — муніципалітет в Іспанії, у складі автономної спільноти Валенсія, у провінції Кастельйон. Населення — 106 осіб (2010).

## Географія
Муніципалітет розташований на відстані близько 290 км на схід від Мадрида, 27 км на захід від міста Кастельйон-де-ла-Плана.

## Демографія
Динаміка населення (INE ):

## Галерея зображень

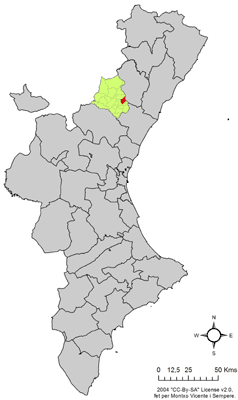
Розташування муніципалітету Археліта у автономній спільноті Валенсія
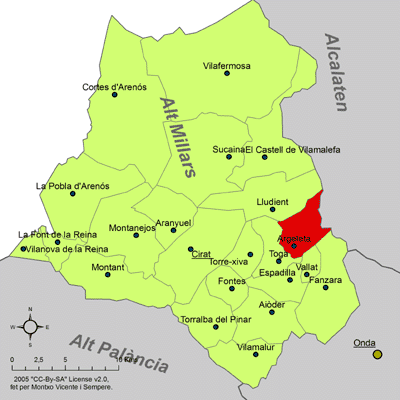
Розташування муніципалітету Археліта у комарці Альто-Міхарес
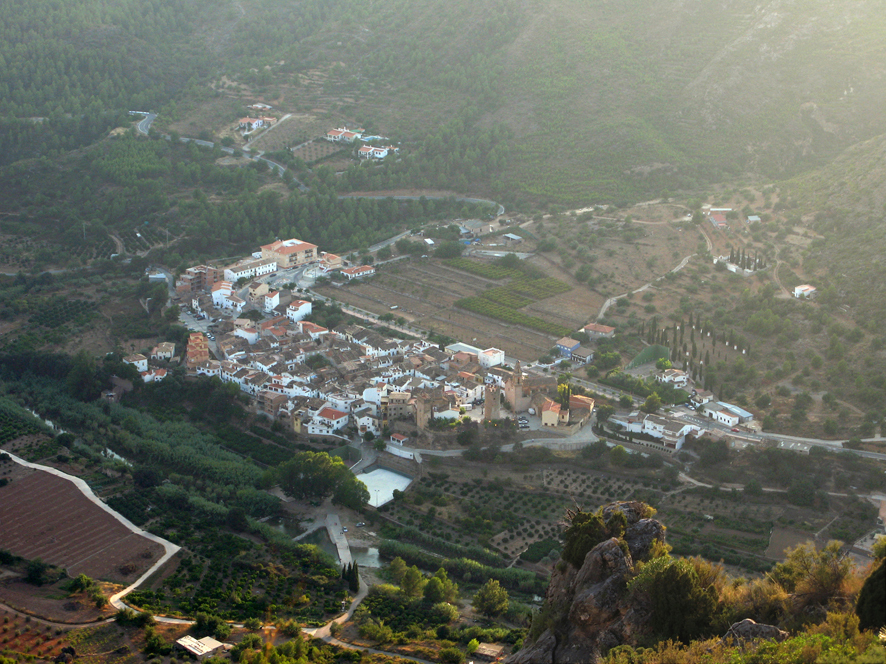
Археліта
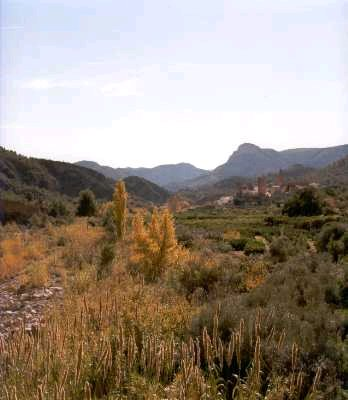
Місцева природа
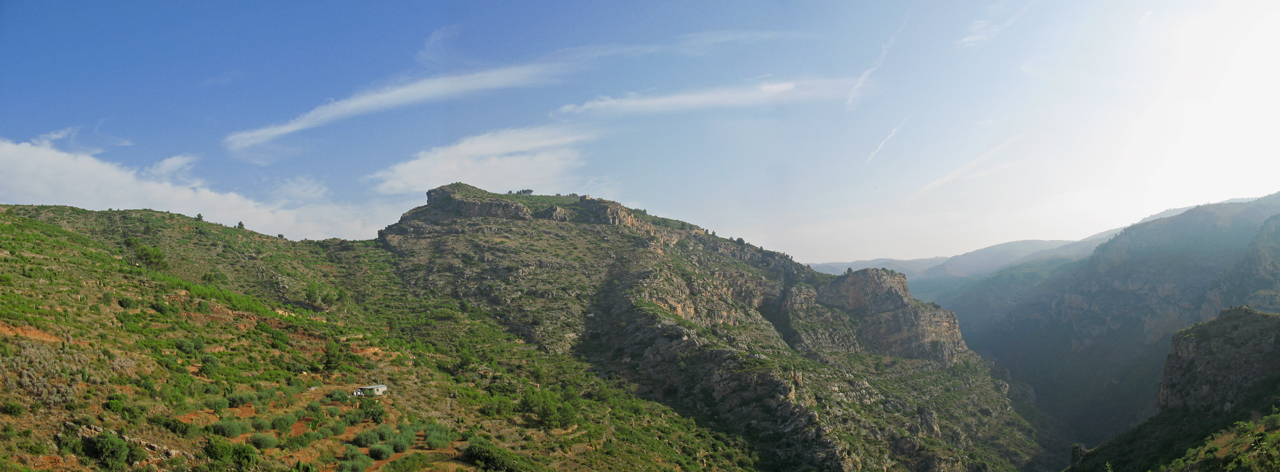
Муела-дель-Буей-Негро
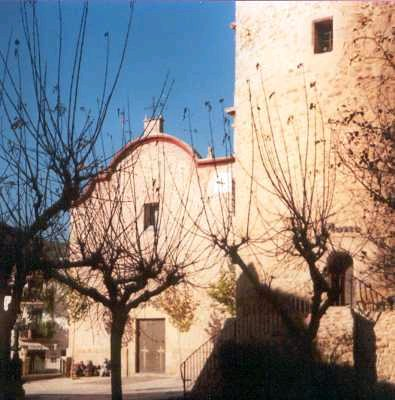
Вежа Абу-Саїд і церква